# USLリーグ1
USLリーグ1（英: USL League One、略称USL1）は、ユナイテッドサッカーリーグ (USL) によって運営され、アメリカ合衆国とカナダによって構成されるプロサッカーリーグ。USLが運営するリーグでは最上位のUSLチャンピオンシップの下に位置しており、アメリカ合衆国サッカー連盟（USSF）によって3部相当のリーグに位置付けられている。

## 概要
2017年1月にアメリカ合衆国サッカー連盟 (USSF) によってUSLがアメリカ合衆国2部リーグとして認定されたが、これによって3部リーグが空白になるということになった。
2017年4月2日、ユナイテッドサッカーリーグは新たに3部プロリーグを創設し、2019年からシーズンを開始することを発表した。
2018年8月14日、USLディビジョンIIIは3部リーグの申請書類をUSSFに提出。一方で、2019年8月のリーグ開幕を目指すナショナル・インディペンデント・サッカー・アソシエーション (NISA)も9月4日に3部リーグ申請書類をUSSFに提出したが、最終的には両者とも3部リーグの地位を承認されている。
2018年9月25日、ユナイテッドサッカーリーグはUSLブランドの中に最上位のUSLチャンピオンシップ（2部）、USLリーグ1（3部）、USLリーグ2（4部）の3リーグを擁する新構成を発表した。
11月2日に、創設初年度となる2019年シーズンの概要が発表された。10チームが参加して28節が行われる。

## 試合方式
12チームが参加する2021年シーズンはホーム・アンド・アウェー方式でリーグ戦を行い、上位6チームが決勝トーナメントプレーオフに進む。なお、上位2チームは準決勝から登場する。

## 参加クラブ
| クラブ                                 | 都市                   | 設立                 | リーグ参加           | MLS 提携                             |
| 現行チーム（2021年）                   | 現行チーム（2021年）   | 現行チーム（2021年） | 現行チーム（2021年） | 現行チーム（2021年）                 |
| -------------------------------------- | ---------------------- | -------------------- | -------------------- | ------------------------------------ |
| チャタヌーガ・レッドウルブスSC         | チャタヌーガ           | 2018                 | 2019                 |                                      |
| フォートローダーデールCF               | フォートローダーデール | 2019                 | 2020                 | インテル・マイアミCF                 |
| フォワード・マディソンFC               | マディソン             | 2018                 | 2019                 |                                      |
| グリーンビル・トライアンフSC           | グリーンビル           | 2018                 | 2019                 |                                      |
| ニューイングランド・レボリューションII | フォックスボロ         | 2019                 | 2020                 | ニューイングランド・レボリューション |
| ノースカロライナFC                     | ケーリー               | 2006                 | 2021                 |                                      |
| ノース・テキサスSC                     | アーリントン           | 2018                 | 2019                 | FCダラス                             |
| リッチモンド・キッカーズ               | リッチモンド           | 1993                 | 2019                 |                                      |
| サウスジョージア・トルメンタFC         | ステートボロ           | 2015                 | 2019                 |                                      |
| トロントFC II                          | トロント               | 2014                 | 2019                 | トロントFC                           |
| FCツーソン                             | ツーソン               | 2010                 | 2019                 |                                      |
| ユニオン・オマハ                       | オマハ                 | 2019                 | 2020                 |                                      |
| 参加予定                               |                        |                      |                      |                                      |
| セントラルバレー・フエゴFC             | フレズノ               | 2020                 | 2022                 |                                      |
| ノーザンコロラド・ヘイルストームFC     | ウインザー             | 2021                 | 2022                 | コロラド・ラピッズ                   |
| USLスポケーン                          | スポケーン             | 2021                 | 2023                 |                                      |
| 以前のチーム                           |                        |                      |                      |                                      |
| ランシング・イグナイトFC               | ランシング             | 2019                 | 2019                 |                                      |
| オーランド・シティB                    | キシミー               | 2019                 | 2020                 | オーランド・シティSC                 |

## 歴代優勝クラブ
| シーズン | プレーオフ優勝                 | レギュラーシーズン1位        |
| -------- | ------------------------------ | ---------------------------- |
| 2019     | ノース・テキサスSC             | ノース・テキサスSC           |
| 2020     | グリーンビル・トライアンフSC   | グリーンビル・トライアンフSC |
| 2021     | ユニオン・オマハ               | ユニオン・オマハ             |
| 2022     | サウスジョージア・トルメンタFC | リッチモンド・キッカーズ     |
| 2023     | ノースカロライナFC             | ユニオン・オマハ             |
| 2024     | ユニオン・オマハ               | ユニオン・オマハ             |